# اصل هفتم قانون اساسی ایالات متحده آمریکا

قانون اساسی ایالات متحده، صفحه 4

اصل هفت قانون اساسی ایالات متحده تعداد تصویب‌نامه‌های ایالتی لازم برای اجرای قانون اساسی را تعیین می‌کند و روشی را که از طریق آن ایالت‌ها می‌توانند آن را تصویب کنند، تعیین می‌کند. بر اساس شرایط ماده هفتم، کنوانسیون‌های تصویب قانون اساسی در هر یک از سیزده ایالت برگزار شد و تصویب نُه ایالت برای اجرایی شدن قانون اساسی ضروری بود. دلاور اولین ایالتی بود که قانون اساسی را تصویب کرد و این کار را در ۷ دسامبر ۱۷۸۷ انجام داد. در ۲۱ ژوئن ۱۷۸۸، نیوهمپشایر نهمین ایالتی شد که قانون اساسی را تصویب کرد و از اجرای قانون اساسی اطمینان حاصل کرد. رود آیلند آخرین ایالتی بود که طبق ماده هفتم قانون اساسی را تصویب کرد و این کار را در ۲۹ مه ۱۷۹۰ انجام داد.

## متن
تصویب قانون اساسی از سوی مجامع نُه ایالت، این قانون را برای ایالت‌هایی که آن را تصویب می‌کنند لازم‌الاجرا می‌سازد.

## پیش‌زمینه
در ۲۰ سپتامبر ۱۷۸۷، سه روز پس از تصویب آن توسط کنوانسیون قانون اساسی، پیش نویس قانون اساسی برای تأیید به کنگره کنفدراسیون ارائه شد. پس از هشت روز بحث، طرف‌های مقابل به اولین مصالحه از بسیاری از مصالحه‌هایی رسیدند که روند تصویب را مشخص می‌کرد. کنگره کنفدراسیون به انتشار قانون اساسی پیشنهادی برای ایالت‌ها برای بررسی آنها رای داد، اما نه تأیید و نه با تصویب آن مخالفت نکرد.